# Carlo Furno
Carlo Furno (2 de desembre de 1921 - 9 de desembre de 2015) va ser un cardenal italià de l'Església Catòlica.

## Biografia
Furno va néixer a Bairo, al Piemont, el 1921. Es va educar al Col·legi diocesà d'Ivrea i més tard al Seminari d'Ivrea, on va estudiar filosofia i teologia. Va ser enviat a la Facultat de Teologia de l'Ateneu Salesià Crocetto de Torí (1948-1949) i més tard al Seminari Pontifici Romà de Roma, on es va doctorar en utroque iure , tant en dret canònic com en dret civil (1953). Furno va ser convocat a l'elit Acadèmia Pontifícia Eclesiàstica de Roma del 1951 al 1953, on va fer cursos pràctics de diplomàcia. Després de la seva ordenació sacerdotal el 25 de juny de 1944 i sis anys de treball pastoral a la seva diòcesi natal, va iniciar una carrera al servei diplomàtic de la Santa Seu.
Va treballar en un rol subordinat a Colòmbia, Equador i Jerusalem, i després a la Secretaria d'Estat. Després d'aquestes assignacions i la consagració episcopal el 16 de setembre de 1973, va servir com a Nunci Apostòlic successivament al Perú, el Líban, el Brasil i Itàlia.
Va ser nomenat cardenal diaca del  Sacro Cuore di Cristo Re el 26 de novembre de 1994. Després de deu anys, va optar per convertir-se en cardenal prevere d'aquesta església. Des del 2005 fins a la seva mort a finals del 2015 va ser cardenal prevere de Sant'Onofrio, en reconeixement que l'església és la seu de l'orde després del motu proprio de Pius XII del 15 d'agost de 1948 que establia que la seu de l'orde s'havia de traslladar de Jerusalem a Roma. El papa Joan Pau II el va nomenar Gran Mestre de l'Orde Eqüestre del Sant Sepulcre de Jerusalem el 16 de desembre de 1995. L'Orde esmentat, com els Cavallers de Malta, és membre de molts organismes internacionals i té estatus d'observador en d'altres (com ara les Nacions Unides).
El cardenal Furno va dimitir d'aquest càrrec el juny de 2007 i va ser succeït per l'arquebisbe estatunidenc John Patrick Foley, que havia estat president del Consell Pontifici per a les Comunicacions Socials, un departament important de la Cúria Pontifícia.
El cardenal Furno va morir el 9 de desembre de 2015 a l'edat de 94 anys.